# Риффель, Маркус
Маркус Риффель (нем. Markus Ryffel; род. 5 февраля 1955, Штефа) — швейцарский легкоатлет, специалист по бегу на длинные дистанции и кроссу. Выступал на профессиональном уровне в 1972—1991 годах, серебряный призёр летних Олимпийских игр в Лос-Анджелесе, двукратный чемпион Европы в помещении, победитель и призёр ряда крупных международных турниров, действующий рекордсмен страны в дисциплине 5000 метров.

## Биография
Маркус Риффель родился 5 февраля 1955 года в городе Штефа кантона Цюрих, Швейцария. Занимался лёгкой атлетикой в Берне в клубе STB.
Впервые заявил о себе на международном уровне в сезоне 1973 года, когда вошёл в состав швейцарской сборной и выступил на чемпионате мира по кроссу в Варегеме, где в зачёте юниоров занял 28-е место. Также в этом сезоне стал седьмым в беге на 5000 метров на юниорском европейском первенстве в Дуйсбурге.
В 1974 году на кроссовом чемпионате мира в Монце показал среди юниоров 17-й результат.
Благодаря череде успешных выступлений в 1976 году удостоился права защищать честь страны на летних Олимпийских играх в Монреале — на предварительном квалификационном этапе дисциплины 5000 метров показал время 13:46.07, чего оказалось недостаточно для выхода в финал.
В 1977 году в 3000-метровом беге завоевал бронзовую награду на чемпионате Европы в помещении в Сан-Себастьяне, занял 80-е место на чемпионате мира по кроссу в Дюссельдорфе.
В 1978 году в беге на 3000 метров одержал победу на чемпионате Европы в помещении в Милане, в беге на 5000 метров стал серебряным призёром на чемпионате Европы в Праге. По итогам сезона был признан лучшим спортсменом Швейцарии.
В 1979 году с рекордом соревнований 7.44,43 победил на чемпионате Европы в помещении в Вене, был третьим на Кубке мира в Монреале.
Принимал участие в Олимпийских играх 1980 года в Москве — в дисциплине 5000 метров финишировал в решающем забеге пятым, тогда как в дисциплине 10 000 метров в финал не вышел.
На чемпионате Европы 1982 года в Афинах закрыл десятку сильнейших на 5000-метровой дистанции.
В 1983 году выступил на впервые проводившемся чемпионате мира по лёгкой атлетике в Хельсинки — в беге на 5000 метров занял 12-е место, в беге на 10 000 метров в финал не вышел.
В 1984 году получил серебро в 3000-метровой дисциплине на чемпионате Европы в помещении в Гётеборге. На Олимпийских играх в Лос-Анджелесе в финале 5000-метровой дисциплины установил ныне действующий рекорд Швейцарии и выиграл серебряную медаль, уступив на финише только алжирцу Саиду Ауита. Являлся знаменосцем швейцарской делегации на церемонии закрытия Игр.
В 1986 году занял 48-е место на домашнем чемпионате мира по кроссу в Коломбье, бежал 5000 метров на чемпионате Европы в Штутгарте.
В 1987 году стартовал на дистанциях 5000 и 10 000 метров на чемпионате мира в Риме, в обоих случаях в финал не вышел.
Завершил спортивную карьеру по окончании сезона 1991 года.